# Söregöl (Ålems socken, Småland)
Söregöl är en sjö i Mönsterås kommun i Småland och ingår i Alsteråns huvudavrinningsområde.